# Фабіо Мареска
Фабіо Мареска (12 квітня 1981, Неаполь) — італійський футбольний арбітр. Арбітр ФІФА та УЄФА з 2020 року. Судить матчі Серії А з 2014 року.

## Суддівська кар'єра
Свій перший матч в Серії А Фабіо Мареска відсудив 18 травня 2014 року. Це була гра між «Лаціо» та «Болонею», яка завершилась с рахунком 1–0. Арбітр показав матчі 3 жовті картки.
17 вересня 2020 року Мареска дебютував у єврокубках під час матчу між командами ОФІ Крит і Аполлон (Лімасол) у рамках попереднього раунду Ліги Європи УЄФА. Матч закінчився з рахунком 0–1.
Він відсудив свій перший міжнародний матч на рівні збірних 6 вересня 2020 року, коли команда Ірландії програла команді Фінляндії з рахунком 0–1.
18 січня 2023 року Мареска судив Суперкубок Італії з футболу 2022 року.